# Marta Amorós i Romagosa
Marta Amorós i Romagosa (Barcelona, 9 d'agost de 1970) és una exnedadora sincronitzada catalana. Va competir en la prova de solitari femení als Jocs Olímpics d'Estiu de 1988 i 1992.
Es va iniciar en el món de la natació sincronitzada al Club Natació Kallipolis i ja va destacar en les categories infantil i juvenil. Va competir sense resultats notables al Campionat del Món de 1986, disputat a Madrid, i al de 1991, disputat a Perth. També va participar al Campionat d'Europa de 1989, 1991, 1993 i 1997. Pel que fa al campionats estatals, tant d'estiu com d'hivern, va destacar en les modalitats d'equip i de duet i va assolir dotze medalles d'or per equips, set en duets, una en solo i una en figures, així com vuit medalles de plata en figures, dues en duet i una per equips, i dues medalles de bronze en duets, dues en figures i una en solo. Durant la seva trajectòria esportiva també va obtenir deu medalles d'or als Campionats de Catalunya. A nivell olímpic va participar en la modalitat de solo als Jocs Olímpics d'Estiu de 1988, disputats a la ciutat coreana de Seul, i posteriorment va competir a la prova de duet als Jocs Olímpics d'Estiu de 1992, organitzats a Barcelona.